# Троицкое на Обитце
Троицкое на Обитце (также Губцево и Троицкое) ― усадьба в посёлке Измайлово, Московская область. Сохранились главный дом, Троицкая церковь и парк с прудом на склоне к реке Битце. До XVIII века усадьба являлась имением дворян Леонтьевых. 1726―1742 годах она принадлежала графу Михаилу Головкину, после него до конца века имение сменило трёх хозяев. В XIX веке до 1890 года усадьбой владело семь человек, после чего она находилась в собственности купца П. Прокина, с 1911 года ― И. Н. Березовского. Последним владельцем имения до 1917 года был И. И. Муханов.

## Описание
Усадьба Троицкое на Обитце располагается посёлке Измайлово, Московская область, в трёх километрах железнодорожной станции Булатниково. В усадьбе сохранились неокласснический двухэтажный главный дом, церковь Троицы Живоначальной в стиле барокко и пейзажный парк из различных пород деревьев с прудом, находящийся на склоне к реке Битце. Альтернативные названия имения ― Губцево и Троицкое.

## История
Усадьба являлась старинной вотчиной дворян Леонтьевых до XVIII века. В 1726―1742 годах она принадлежала графу Михаилу Головкину, после него ― полковнику Е. Л. Зотову. В 1736―1745 годах в имении была возведена церковь Троицы Живоначальной на месте прежней деревянной. С 1766 года владельцем усадьбы был ротмистр Д. В. Полуэктов, после него ― полковник С. И. Толбухин. На рубеже XVIII―XIX веков в церкви прошли переделки. По состоянию на 1812 год Троицким на Обитце владела капитанша Е. Н. Леонтьева. В 1839―1844 годах усадьба находилась в собственности княжны А. М. Черкасской, в середине XIX века ― статской советницы Е. Е. Неофитовой. С середины XIX века по 1890 год собственниками имения были подполковница К. М. Гильфердинг, подполковник А. Н. Юрьев, дочь подполковника О. Л. Баумгартен и коллежский секретарь В. К. Дубровский. В 1890―1911 годах усадьбой владел купец П. П. Прокин. В 1900-х годах был возведён главный дом усадьбы в неоклассическом стиле по проекту архитекторов С. Ф. Воскресенского и Николая Курдюкова. С 1911 года владельцем имения был И. Н. Березовский. Последним собственником Троицкого на Обитце до революции 1917 года был И. И. Муханов. В 2002 году усадьба была признана объектом культурного наследия России регионального значения.